# 丹尼森角
丹尼森角（英語：Cape Denison）是南極洲的海岬，位於喬治五世地的英聯邦灣，在1912年由澳大利亞探險家道格拉斯·莫森率領的探險隊發現，並於此地搭建澳大利亞南極探險隊的主要基地—莫森小屋，現時由南極條約體系管理。

## 外部連結
- Key Publishing Ltd Aviation Forums
- Australian Antarctic Division > Home of the Blizzard > Cape Denison: Introduction（页面存档备份，存于） Accessed 10 October 2013.

67°0′S 142°40′E / 67.000°S 142.667°E